# Teremok

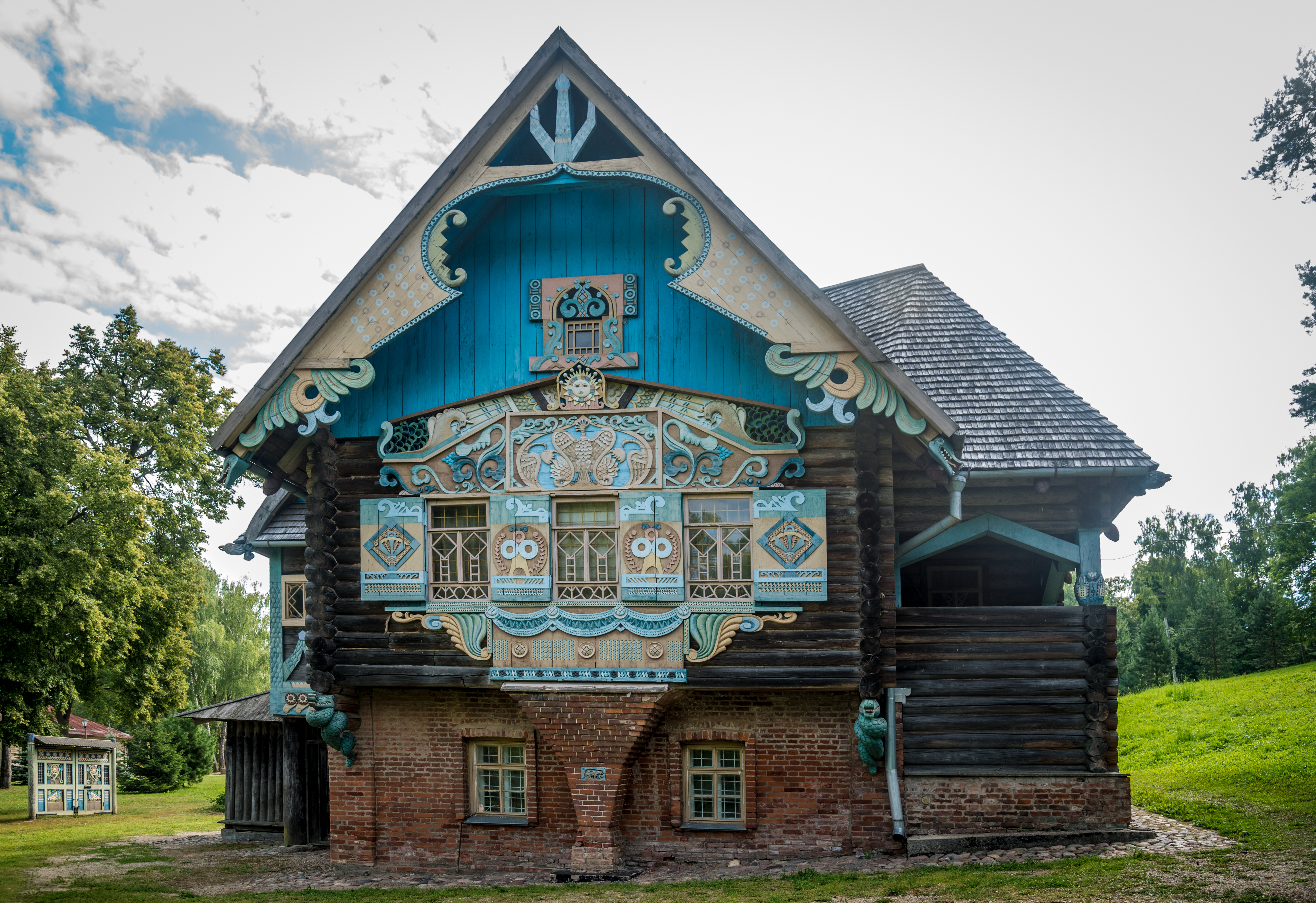
Teremok, maison de bois (1901) décorée avec des motifs de contes et bylines russes à Talachkino, près de Smolensk ; aujourd'hui musée.

Teremok (en russe : Теремок, La maisonnette) ou La Maison de la mouche (en russe : Терем мухи, Terem moukhi) est un conte traditionnel slave oriental de type sériel. Humoristique et proche des comptines enfantines, il a comme personnages des animaux. On le retrouve dans une moindre mesure chez des peuples voisins vivant plus à l'ouest, comme les Slovaques ou les Lettons. 
Le conte existe en de nombreuses versions (on en a recensé 25 variantes russes, 10 ukrainiennes et 3 biélorusses), avec des titres variables. Il figure en trois versions, toutes trois intitulées Terem moukhi et numérotées 43a à 43c dans l'édition originale des Contes populaires russes d'Alexandre Afanassiev, 82 à 84 dans l'édition de 1958 préparée par Vladimir Propp. Les deux versions françaises proposées par Lise Gruel-Apert dans sa traduction des Contes d'Afanassiev sont intitulées respectivement La Haute demeure et Maison-Maisonnette.
En tant que représentant des contes d'animaux, le conte est associé à la rubrique AT 283B de la classification Aarne-Thompson. Toutefois, en tant que conte à formules (en anglais : formula tale), il ressort des rubriques 2000 à 2100 de la même classification.

## Thème général
Un petit animal (mouche, souris...) se construit une maison, ou encore trouve un objet (jarre, tête de cheval...) dans lequel il décide de s'installer. D'autres animaux, de plus en plus importants, se présentent chacun à leur tour, s'enquièrent de qui habite là et obtiennent d'occuper eux aussi la maison. Le dernier arrivé est l'ours, qui détruit brutalement la maison en écrasant ses occupants.

## Version 43a / 82

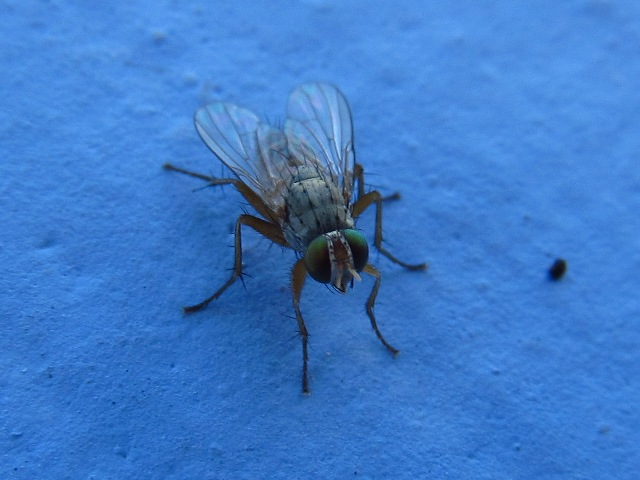
Moukha-gorioukha, la mouche-chagrin

Cette version a été notée dans le gouvernement d'Arkhangelsk par A. Kharitonov. Il s'agit de la forme la plus commune du conte.
Une mouche décide de se construire une maison (un « terem »). Survient un pou qui demande qui habite là, puis s'installe à son tour. La scène se répète avec successivement une puce, un moustique, un lézard, un renard et un loup. Arrive enfin l'ours « aux grosses pattes », qui pose brutalement la patte sur la maison et détruit tout.

## Version 43b / 83 («La Haute Demeure»)
Le lieu d'origine de cette version est inconnu.
Une mouche trouve une jarre  perdue par un paysan et s'y installe. Surviennent successivement un moustique, une grenouille, un lièvre, une renarde et un chien. L'ours arrive et demande qui habite là, puis répond que quant à lui, il s'appelle Écrase-tout : il s'assied sur la jarre et l'écrase avec ses occupants.

## Version 43c / 84 («Maison-Maisonnette»)

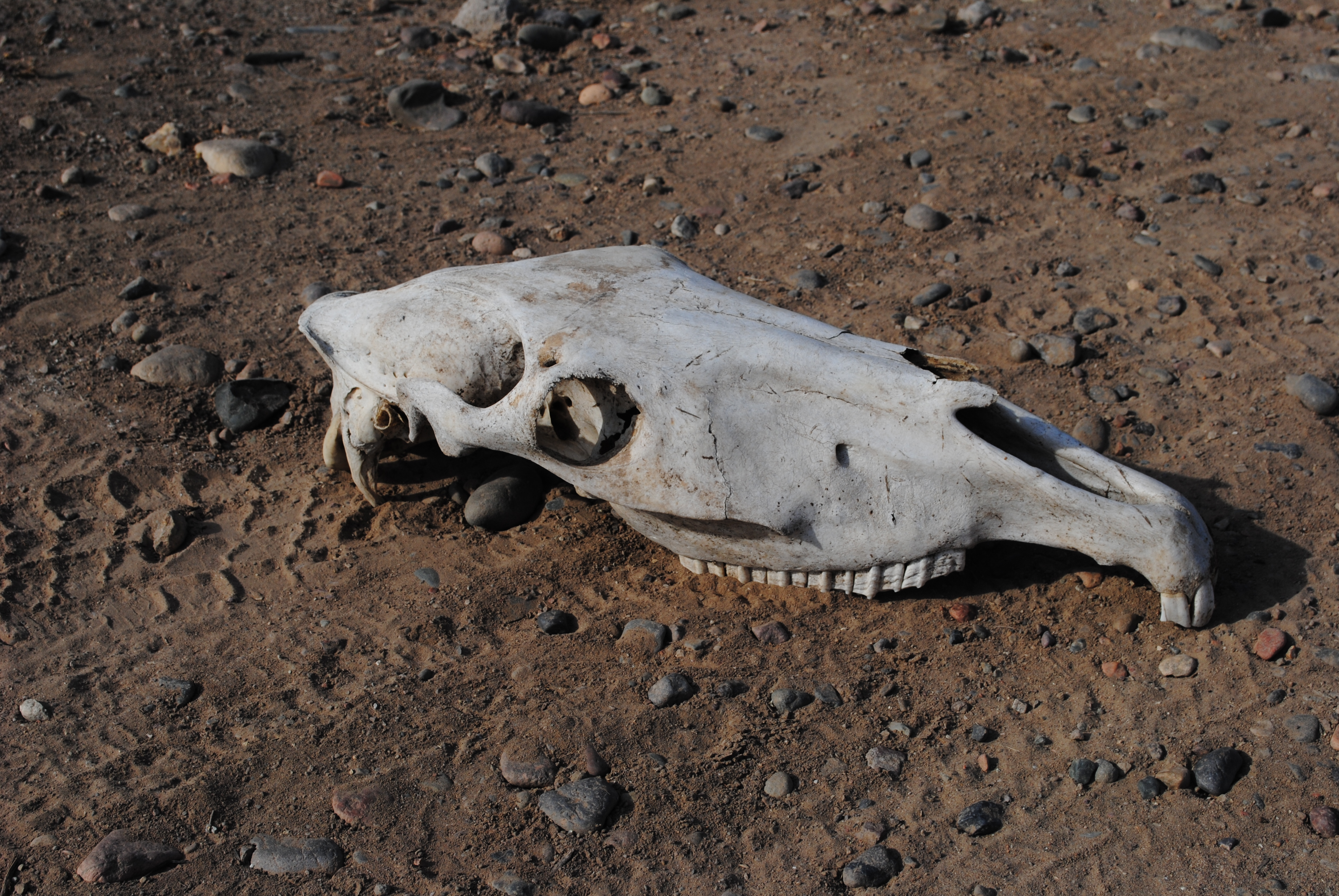
« Il y avait dans la plaine une tête de cheval. La souris-au-terrier accourut et demanda : – Maison-maisonnette ! Qui habite la maison ? »

Cette version a été notée dans le district de Moscou.
Une souris trouve dans la plaine une tête de cheval et s'y installe. Successivement, une grenouille, un lièvre, un renard, un loup se présentent et obtiennent d'habiter également la « maison ». Tous vivent en bonne intelligence jusqu'à l'arrivée de l'ours Écrase-tout, qui s'assied sur la tête de cheval et écrase maison et habitants.

## Versions ukrainiennes

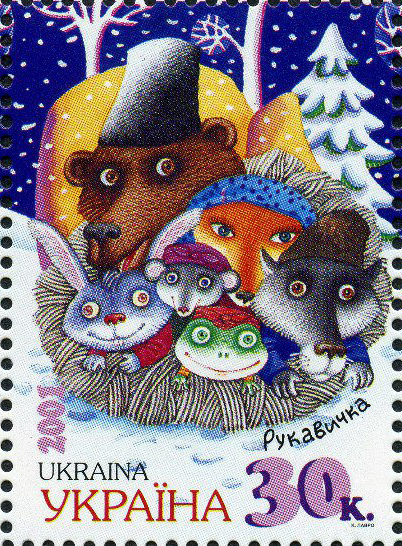
Timbre ukrainien : les protagonistes du conte Roukavytchka (La Moufle)

Dans plusieurs versions ukrainiennes intitulées Roukavytchka (« La Moufle »), un homme a perdu une moufle en chemin. S'y installent successivement une souris, une grenouille, un lapin, une renarde, une louve, un ours, et finalement un sanglier (kaban-zouban, le sanglier aux grosses dents). Selon les variantes, soit un chasseur, voyant la moufle remuer, la prend pour cible, et est bien surpris du nombre de peaux que lui vaut son coup de fusil ; soit (moins brutalement) l'homme revient sur ses pas avec son chien, qui se met à aboyer en voyant la moufle remuer, et les animaux s'enfuient épouvantés. (Parfois aussi l'ours, en essayant d'entrer, déchire la moufle en morceaux).

## Style
Les différentes versions de ce conte sont brèves et sont généralement constituées essentiellement de dialogues alertes sur le mode des comptines, basés sur le rythme et les répétitions, assonances et allitérations. À chaque animal est associé un surnom, soit évocateur : komar-piskoun (le moustique piauleur) soit rimant avec le nom de l'animal : moukha-gorioukha (la mouche-chagrin), soit les deux : moukha-choumikha (la mouche-bourdonnement), blokha-popriadoukha (la puce fileuse). Ce peut aussi être un mot enfantin, inventé ou approximatif : le chien se présente en disant « et moi, je suis gam-gam » (équivalent de l'allemand hamm hamm, onomatopée évoquant un carnassier happant un morceau de nourriture), la grenouille lagouchka-kvakouchka (grenouille coassante) ou encore une expression : la grenouille est aussi na vode balagta, « celle qui bavarde sur l'eau », la renarde na polie krassa, « belle des champs ». À chaque fois qu'un nouvel animal apparaît, il s'enquiert de qui habite la « haute maisonnette », et ses occupants répondent chacun à leur tour en déclinant leur nom et surnom, de sorte que la liste s'allonge au fur et à mesure, selon le principe des contes à formules.

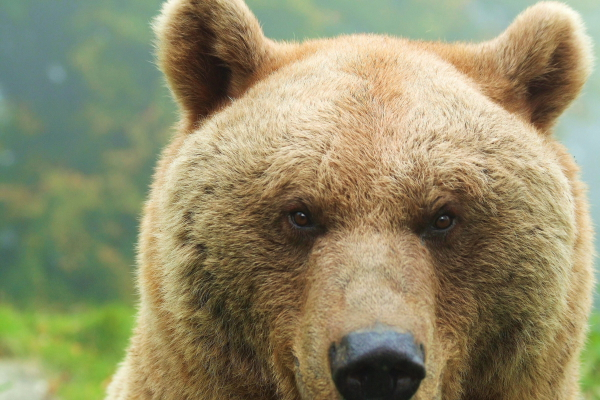
« Et moi, je suis Je-vous-écrase-tous ! »

Ainsi dans la version 43c / 84, lorsque l'ours se présente, il prononce la formule rituelle :
– Terem-teremok ! Kto v tereme jiviot ? (Maison-maisonnette ! Qui habite la maison ?)
et s'entend répondre :
– Mychka-norychka, lagouchka-kvakouckha, na gorie ouvertych, vezde poskokich, iz-za koustov khvatych ! (Souris-au-trou, Grenouille-coasseuse, Esquive-sur-le-mont (le lièvre), Saute-partout (la renarde), Frappe-de-derrière-les buissons (le loup) !
ce à quoi il réplique :
– A ia vsekh vas davich’ ! (Et moi, je suis Je-vous-écrase-tous !), avant de joindre le geste à la parole.

## Commentaires
Luda Schnitzer, dans Ce que disent les contes, souligne que « dans le bestiaire métaphorique, l'ours joue un rôle de premier plan (...) Il gouverne et il a la patte lourde (...) Son pouvoir ne souffre pas de contestation puisqu'il est le plus fort ». Elle signale que dans les pays concernés, le conte, dit à des enfants, s'accompagne souvent d'un jeu : « au nom de chaque animal, on replie un doigt de la main de l'enfant. En disant Moi, je suis Écrase-tout ! on rabat le poing fermé de l'enfant. Le jeu garde un caractère d'avertissement : ton petit poing ne peut rien contre ma force ! » Elle remarque aussi que dans le conte, les bêtes, même celles qui ont des qualités d'agilité, de ruse ou de force brutale (comme le loup), « ne tentent même pas d'échapper au carnage. Elles ne s'attendent pas à une attaque, parce qu'elles n'ont rien fait de mal... Quelle erreur ! »

## Adaptations

### Adaptations littéraires
Le conte a donné lieu à des adaptations notamment de Vladimir Dahl, Konstantin Ouchinsky, Alexeï Tolstoï, Iakoub Kolas, Samouil Marchak, Mikhaïl Boulatov, Andreï Oussatchov, Vladimir Souteev.

### Adaptations à l'écran
- (ru) Teremok, dessin animé soviétique de 1937
- (ru) Teremok, dessin animé soviétique de 1945
- (ru) Gribok-Teremok, dessin animé soviétique de 1958
- (ru) Terem-teremok, dessin animé soviétique de 1971 (scénario de V. Souteev)
- (ru) Teremok, film d'animation en volume russe de 1995

## Analogies
- La fable de Jean de La Fontaine, L'Ours et l'Amateur des jardins, évoque elle aussi un ours particulièrement lourdaud qui, pour chasser une mouche posée sur le nez de son ami humain qui sommeille, se saisit d'un pavé et « casse la tête à l'homme en écrasant la mouche ». La morale de la fable est : Rien n'est si dangereux qu'un ignorant ami ; Mieux vaudrait un sage ennemi.